# Liste der Braunkohleveredlungsanlagen im Meuselwitz-Altenburger Braunkohlerevier
Diese Liste enthält die Braunkohle-Veredlungsanlagen des Meuselwitz-Altenburger Braunkohlereviers.

## Brikettfabriken
| Ort (heutige Zugehörigkeit)                                                    | Name der Brikettfabrik          | Betriebszeit   |
| ------------------------------------------------------------------------------ | ------------------------------- | -------------- |
| Meuselwitz                                                                     | Zum Fortschritt                 | 1893–1948      |
| Zipsendorf (Ortsteil von Meuselwitz)                                           | Vereinsglück I                  | 1884– ca. 1915 |
| Zipsendorf (Ortsteil von Meuselwitz)                                           | Fürst Bismarck (Zipsendorf III) | 1908–1991      |
| Zipsendorf (Ortsteil von Meuselwitz)                                           | Vereinsglück II (Zipsendorf IV) | 1910– n. b.    |
| Mumsdorf (Ortsteil von Meuselwitz)                                             | Phönix (Mumsdorf)               | 1912–2000      |
| Bünauroda (Ortsteil von Meuselwitz)                                            | Heureka                         | 1900–1910      |
| Heukendorf (Ortsteil von Meuselwitz)                                           | Marien-Grube                    | 1902–1930      |
| Altpoderschau (Ortsteil von Meuselwitz)                                        | Ernst                           | 1905–1914      |
| Haselbach                                                                      | Herzogin Adelheid (Haselbach)   | 1908–1990      |
| Rositz                                                                         | Grube 113                       | 1876–1911      |
| Rositz                                                                         | Rositz                          | 1912–1992      |
| Fichtenhainichen (Ortsteil von Rositz)                                         | Caroline                        | 1889-n. b.     |
| Fichtenhainichen (Ortsteil von Rositz)                                         | Vorwärts                        | 1909–1947      |
| Gorma (Ortsteil von Rositz)                                                    | Germania                        | 1873–1919      |
| Obermolbitz (Ortsteil von Rositz)                                              | Molbitzer Kohlenwerke           | 1896– n. b.    |
| Oberlödla (Ortsteil von Lödla)                                                 | Herzog Ernst                    | 1907–1941      |
| Kriebitzsch                                                                    | Otto                            | 1874–1926      |
| Kriebitzsch                                                                    | Wilhelm                         | 1876– n. b.    |
| Kriebitzsch                                                                    | Agnes                           | 1894–1915      |
| Kriebitzsch                                                                    | Bruderzeche                     | 1900–1966      |
| Kriebitzsch                                                                    | Ida-Schacht                     | 1902–1968      |
| Zechau (Ortsteil von Kriebitzsch)                                              | Gertrud (Zechau)                | 1898–1991      |
| Großröda (Ortsteil von Starkenberg)                                            | Eugen-Schacht                   | 1900–1928      |
| Spora (Ortschaft von Elsteraue mit Ortsteilen)                                 | Prehlitzer Braunkohlenwerke     | n. b.-1889     |
| Spora (Ortschaft von Elsteraue mit Ortsteilen)                                 | Leonhard II                     | 1905–1966      |
| Wuitz (devastierte Flur gehört zur Ortschaft Rehmsdorf der Gemeinde Elsteraue) | Leonhard I (Zipsendorf I)       | 1907–1968      |

## Schwelereien
| Ort (heutige Zugehörigkeit) | Name der Schwelerei | Betriebszeit |
| --------------------------- | ------------------- | ------------ |
| Rositz                      | Rositz              | 1918–1990    |

## Paraffin- und Mineralölfabriken
| Ort (heutige Zugehörigkeit)         | Name der Fabrik                | Betriebszeit |
| ----------------------------------- | ------------------------------ | ------------ |
| Rositz                              | Rositz (Teerverarbeitungswerk) | 1920– n. b.  |
| Rehmsdorf (Ortschaft von Elsteraue) | B. Hübner                      | 1856–1892    |

## Kraftwerke
| Ort (heutige Zugehörigkeit)        | Name des Kraftwerks | Betriebszeit |
| ---------------------------------- | ------------------- | ------------ |
| Mumsdorf (Ortsteil von Meuselwitz) | Mumsdorf            | 1968–2013    |

Siehe auch
- Liste der Braunkohletagebaue im Meuselwitz-Altenburger Braunkohlerevier
- Liste der Tiefbaugruben im Meuselwitz-Altenburger Braunkohlerevier